# Estación de La Gudiña
Estación de La Gudiña vasútállomás Spanyolországban, A Gudiña településen.

## Vasútvonalak
Az állomást az alábbi vasútvonalak érintik:
- Zamora–La Coruña-vasútvonal

## Kapcsolódó állomások
A vasútállomáshoz az alábbi állomások vannak a legközelebb:
- Venda da Capela train station